# Glasieren
Glasieren, Glacieren, Überglänzen oder Nappieren ist ein Nachbereitungsverfahren in der Lebensmittelherstellung bei der Zubereitung von Speisen. In der Schweizer Küche und anderen wird es zu den Grundzubereitungsarten gezählt. Glasieren ist ein Lehnwort aus dem französischen glacer, von lateinisch glaciare, „zu Eis machen, gerinnen lassen“. Für das Verfahren werden produktbezogen sowie regional und historisch unterschiedliche Begriffe verwendet. Es dient der Verbesserung des Aussehens und dem Schutz der Produkte. Beim Glasieren trägt man eine Flüssigkeit mit Pinseln auf, die nach dem Erkalten erstarrt.
Als Maskieren (frz. masquer) bezeichnet man das Glasieren von kalten Speisen mit Sülz- oder Chaudfroid-Saucen. Diese werden im warmen Zustand aufgetragen und erstarren beim Erkalten durch den Aspikgehalt. Typisch ist die Verwendung von gefärbten Chaudfroidsaucen für Schaustücke bei kalten Buffets. Ebenfalls werden häufig Fleischextrakt, Schaumbrot, Cremes oder Gelees verwendet.
Als Überglänzen oder Überziehen wird das Glasieren von Gemüse mit Fett, Brühe oder gebräuntem Zucker bezeichnet, mit Übergießen oder Überziehen wiederum das Glasieren von Süßspeisen, Kuchen und Gebäck mit Glasuren auf der Basis von Zucker und Kakao.
Neben dem händischen Auftrag kommen im gewerblichen Bereich auch Glasiermaschinen zum Einsatz.
Ebenfalls von Glasieren bzw. Glacieren spricht man, wenn Produkte (Lebensmittel, z. B. Fleisch, Fisch), die zur Aufbewahrung tiefgefroren werden sollen, mit Wasser überzogen werden. Dadurch bildet sich beim Gefrieren auf dem Produkt eine dünne Eisschicht, die vor Gefrierbrand schützt.

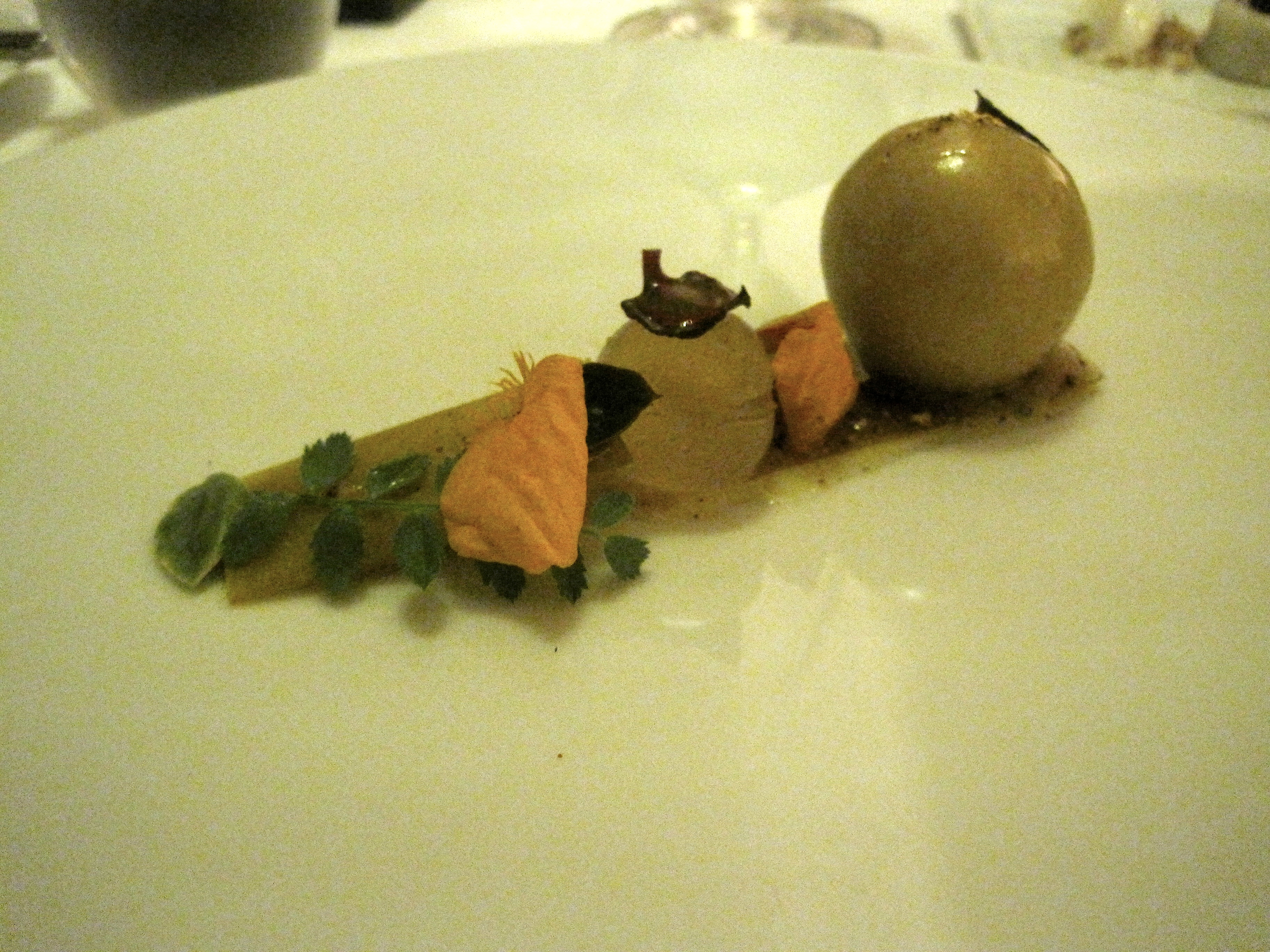
Mit Gelatine maskiertes Foie-gras-Bällchen (re.), als Hauptbestandteil eines Appetizer-Gerichts
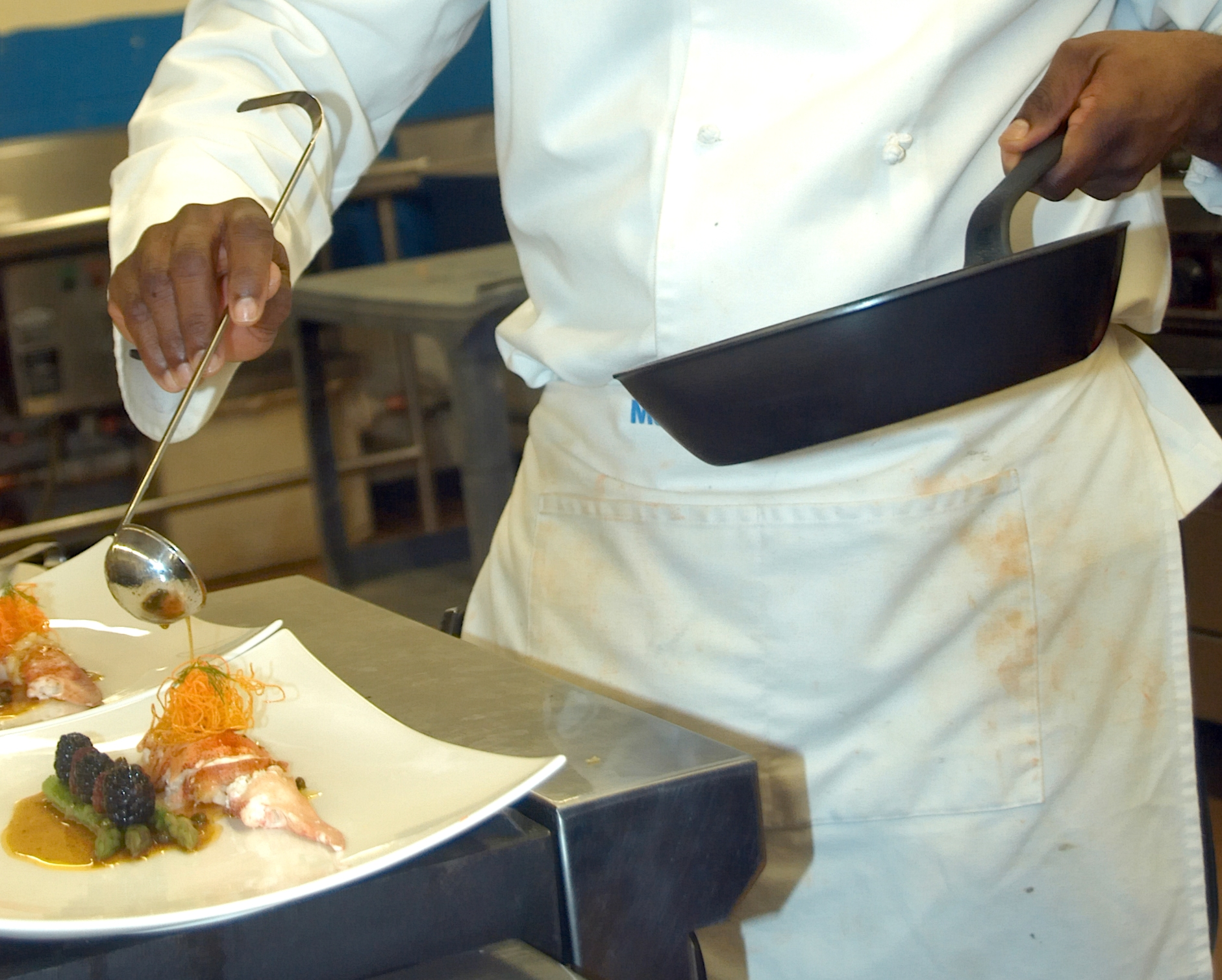
Überglänzen von gedünstetem und angerichtetem Gemüse (hier Karotten-Linguine) mit heißem Fett
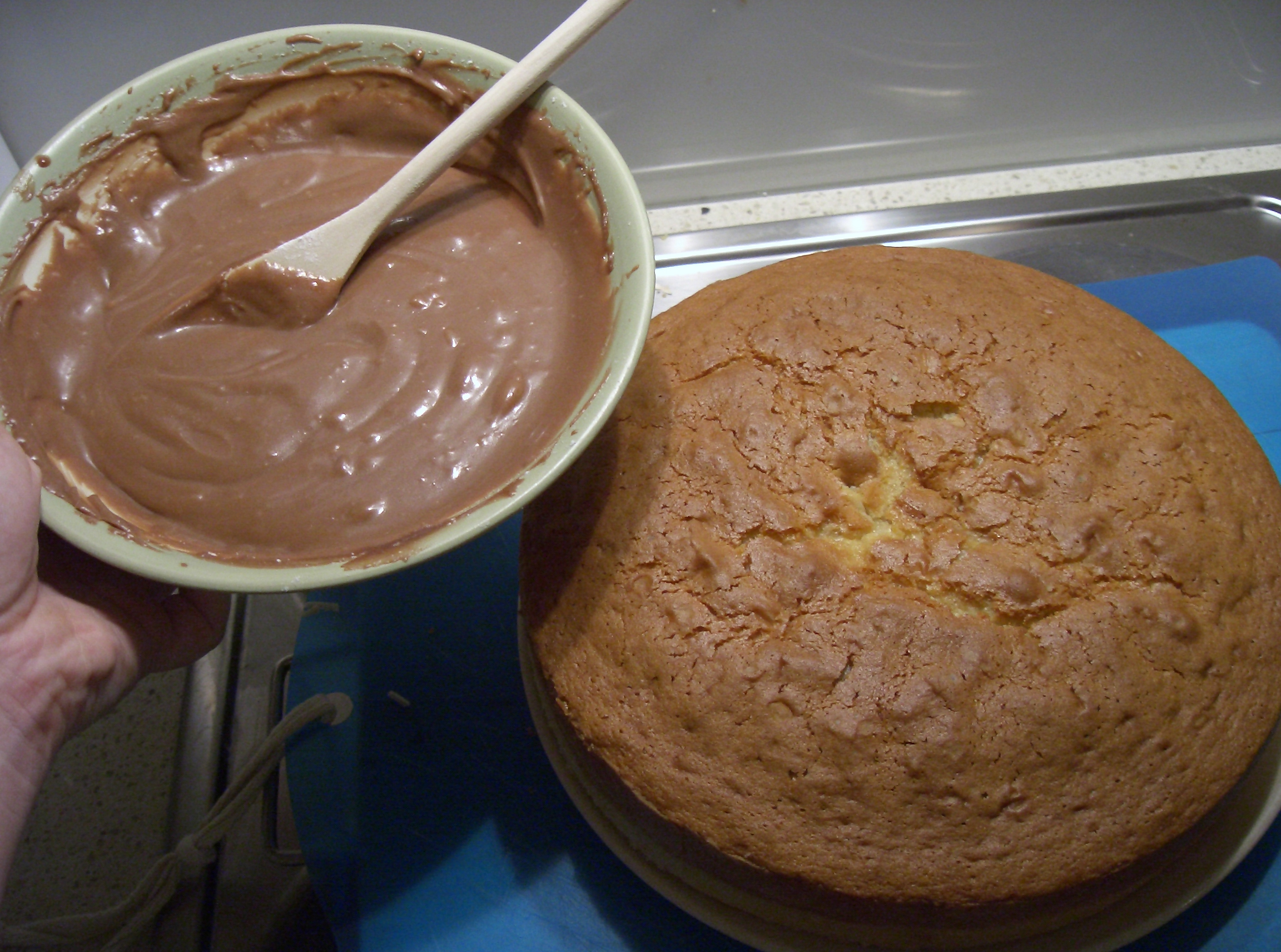
Überziehen eines Kuchens durch Auftragen einer Kuchenglasur mittels eines Backpinsels
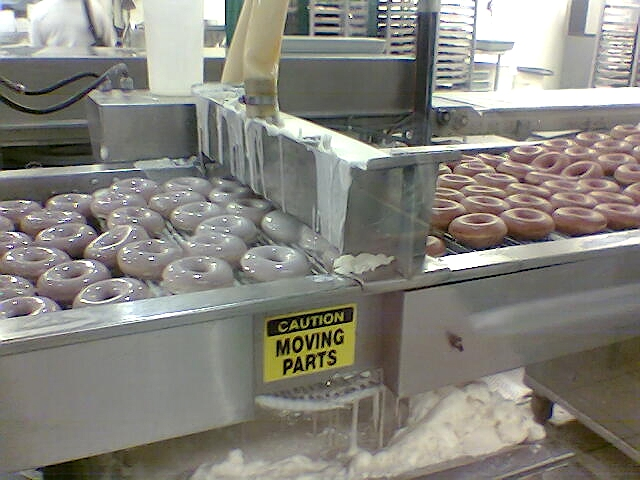
Maschinelles Überziehen von Donuts mit einer Zuckerglasur (hier bei Massenherstellung in einer Krispy-Kreme-Filiale in den USA)